# Westdeutsche Fußballmeisterschaft 1906/07
Die westdeutsche Fußballmeisterschaft 1906/07 war der fünfte vom Rheinisch-Westfälischen Spiel-Verbandes organisierte Wettbewerb. Sieger wurde der Düsseldorfer FC 1899. In der Endrunde um die deutsche Meisterschaft erreichten die Düsseldorfer das Viertelfinale.
Die Bezirke Köln/Bonn, Niederrhein und Rhein/Ruhr wurden in Rheinischer Südkreis, Rheinischer Nordkreis und Ruhr umbenannt. Dazu wurden mit Berg, Hessen und Ravensberg/Lippe drei weitere Bezirke neu eingerichtet. Die Bezirksmeister ermittelten im K.-o.-System den westdeutschen Meister.

## Bezirksmeisterschaften

### Bezirk I Rheinischer Südkreis
| Pl. | Verein                       | Sp. | S | U | N | Tore    | Punkte |
| --- | ---------------------------- | --- | - | - | - | ------- | ------ |
| 1.  | Cölner FC 1899               | 8   | 6 | 2 | 0 | 035:150 | 14:20  |
| 2.  | Aachener FC Alemannia        | 8   | 4 | 2 | 2 | 028:190 | 10:60  |
| 3.  | Bonner FV                    | 8   | 2 | 3 | 3 | 020:200 | 07:90  |
| 4.  | Cölner BC 1901               | 8   | 2 | 2 | 4 | 017:290 | 06:10  |
| 5.  | Dürener FC Germania 1899 (N) | 8   | 1 | 1 | 6 | 011:280 | 03:13  |

| (N) | Aufsteiger |

### Bezirk II Rheinischer Nordkreis
| Pl. | Verein                 | Sp. | S | U | N | Tore    | Punkte |
| --- | ---------------------- | --- | - | - | - | ------- | ------ |
| 1.  | Düsseldorfer FC 1899   | 2   | 1 | 0 | 1 | 008:100 | 02:20  |
| 2.  | Crefelder FC 1895      | 2   | 1 | 0 | 1 | 001:800 | 02:20  |
| 3.  | FC München-Gladbach a  | 0   | 0 | 0 | 0 | 000:000 | 0:0    |
| 4.  | Düsseldorfer SV 04 b   | 0   | 0 | 0 | 0 | 000:000 | 0:0    |
| 5.  | VfB 03 Kleve c (N)     | 0   | 0 | 0 | 0 | 000:000 | 0:0    |
| 6.  | FC Viktoria Ratingen d | 0   | 0 | 0 | 0 | 000:000 | 0:0    |

| (N) | Aufsteiger |

#### Entscheidungsspiel
| Datum            |                      | Ergebnis |                   |
| ---------------- | -------------------- | -------- | ----------------- |
| 17. Februar 1907 | Düsseldorfer FC 1899 | e        | Crefelder FC 1895 |

### Bezirk III Ruhr
| Pl. | Verein                     | Sp. | S | U | N | Tore    | Punkte |
| --- | -------------------------- | --- | - | - | - | ------- | ------ |
| 1.  | Duisburger SpV             | 6   | 5 | 1 | 0 | 016:500 | 11:10  |
| 2.  | Essener SV 1899            | 6   | 3 | 1 | 2 | 013:120 | 07:50  |
| 3.  | Essener TB                 | 6   | 2 | 0 | 4 | 004:150 | 04:80  |
| 4.  | Duisburger SC Preußen 1901 | 6   | 0 | 2 | 4 | 006:700 | 02:10  |

### Bezirk IV Mark
| Pl. | Verein              | Sp. | S | U | N | Tore    | Punkte |
| --- | ------------------- | --- | - | - | - | ------- | ------ |
| 1.  | BV 04 Dortmund      | 6   | 4 | 1 | 1 | 020:140 | 09:30  |
| 2.  | Dortmunder FC 1895  | 6   | 4 | 1 | 1 | 015:130 | 09:30  |
| 3.  | FC Münster 1904 (N) | 6   | 2 | 1 | 3 | 013:170 | 05:70  |
| 4.  | SuS Schalke 96      | 6   | 0 | 1 | 5 | 008:120 | 01:11  |

| (N) | Aufsteiger |

#### Entscheidungsspiel
| Datum            |                | Ergebnis |                    | Austragungsort |
| ---------------- | -------------- | -------- | ------------------ | -------------- |
| 24. Februar 1907 | BV 04 Dortmund | f        | Dortmunder FC 1895 | Hamm           |

### Bezirk V Berg
Die Bezirke mussten bis Ende Februar den Teilnehmer zur Endrunde benennen. Zu diesem Zeitpunkt war der BV Solingen 98 Meister. Durch mehrere, nachträgliche Entscheidungen am grünen Tisch und der Austragung eines Wiederholungsspiels war jedoch der SSV Elberfeld Tabellenerster. Auf der Verbandsvorstandssitzung vom 13. Juli 1907 wurde wieder der BV Solingen 98 als Meister bekannt gegeben.
| Pl. | Verein            | Sp. | S | U | N | Tore    | Punkte |
| --- | ----------------- | --- | - | - | - | ------- | ------ |
| 1.  | SSV Elberfeld     | 10  | 8 | 1 | 1 | 024:130 | 17:30  |
| 2.  | BV Solingen 98    | 10  | 6 | 0 | 4 | 027:190 | 12:80  |
| 3.  | FC Solingen 95    | 10  | 5 | 1 | 4 | 014:170 | 11:90  |
| 4.  | Velberter FC 1902 | 10  | 3 | 1 | 6 | 016:170 | 07:13  |
| 5.  | BV Barmen         | 10  | 3 | 0 | 7 | 008:270 | 06:14  |
| 6.  | Hildener FC 1903  | 10  | 2 | 2 | 6 | 007:300 | 06:14  |

### Bezirk VI Hessen

#### Gruppe A
| Pl. | Verein             | Sp. | S | U | N | Tore    | Punkte |
| --- | ------------------ | --- | - | - | - | ------- | ------ |
| 1.  | Casseler FV        | 4   | 4 | 0 | 0 | 010:000 | 08:0   |
| 2.  | 1. BC Sport Cassel | 4   | 2 | 0 | 2 | 007:700 | 04:40  |
| 3.  | FV Teutonia Cassel | 4   | 0 | 0 | 4 | 001:110 | 0:80   |

#### Gruppe B
| Pl. | Verein            | Sp. | S | U | N | Tore    | Punkte |
| --- | ----------------- | --- | - | - | - | ------- | ------ |
| 1.  | Gießener FC       | 2   | 1 | 0 | 1 | 009:800 | 02:20  |
| 2.  | Marburger FC 1905 | 2   | 1 | 0 | 1 | 008:900 | 02:20  |

Entscheidungsspiel
| Datum            |                   | Ergebnis |             | Austragungsort |
| ---------------- | ----------------- | -------- | ----------- | -------------- |
| 17. Februar 1907 | Marburger FC 1905 | g        | Gießener FC | Marburg        |

#### Endspiele
| Datum                          |             | Ergebnis |             | Austragungsort |
| ------------------------------ | ----------- | -------- | ----------- | -------------- |
| 24. Februar 1907 (vormittags)  | Casseler FV | 4:1      | Gießener FC | Marburg        |
| 24. Februar 1907 (nachmittags) | Casseler FV | 8:1      | Gießener FC | Marburg        |

### Bezirk VII Ravensberg/Lippe
| Pl. | Verein                    | Sp. | S | U | N | Tore    | Punkte |
| --- | ------------------------- | --- | - | - | - | ------- | ------ |
| 1.  | FC Teutonia Osnabrück     | 6   | 5 | 1 | 0 | 017:600 | 11:10  |
| 3.  | 1. Bielefelder FC Arminia | 6   | 3 | 0 | 3 | 007:800 | 06:60  |
| 2.  | FC Olympia Osnabrück      | 6   | 2 | 0 | 4 | 012:120 | 04:80  |
| 4.  | FC Osnabrück 1899         | 6   | 1 | 1 | 4 | 003:120 | 03:90  |

Da der Bezirk erst im Dezember 1906 eingerichtet wurde, konnte der Meister nicht an der westdeutschen Meisterschaft teilnehmen.

## Endrunde

### Viertelfinale
| Datum         |                      | Ergebnis |                  | Austragungsort |
| ------------- | -------------------- | -------- | ---------------- | -------------- |
| 3. März 1907  | Cölner FC 1899       | 2:0      | Duisburger SpV   | Crefeld        |
| 3. März 1907  | Düsseldorfer FC 1899 | 5:1      | BV 04 Dortmund   | Duisburg       |
| 17. März 1907 | Casseler FV          | 4:3      | BV Solingen 1898 | Hamm           |

### Halbfinale
| Datum         |                      | Ergebnis |                | Austragungsort |
| ------------- | -------------------- | -------- | -------------- | -------------- |
| 17. März 1907 | Düsseldorfer FC 1899 | 3:1      | Cölner FC 1899 | Duisburg       |

Der Casseler FV erhielt ein Freilos.

### Finale
| Datum         |                      | Ergebnis |             | Austragungsort |
| ------------- | -------------------- | -------- | ----------- | -------------- |
| 24. März 1907 | Düsseldorfer FC 1899 | 7:0      | Casseler FV | Duisburg       |